# Call of Duty (joc video)
Call of Duty este un joc video de tip first-person shooter (FPS) dezvoltat de Infinity Ward și publicat de Activision. Lansat pe 29 octombrie 2003, jocul este primul din seria Call of Duty și este cunoscut pentru realismul său istoric și pentru experiența imersivă oferită jucătorilor. Call of Duty se concentrează pe teatrul european al celui de-Al Doilea Război Mondial, permițând jucătorilor să participe la luptele cruciale din acea perioadă din perspectiva soldaților aliați.

## Dezvoltare și Lansare
Infinity Ward a fost fondată în 2002 de foști membri ai echipei care a lucrat la Medal of Honor: Allied Assault. Încă de la început, echipa a avut ca obiectiv crearea unui joc FPS care să ofere o experiență de război mai autentică și mai detaliată decât jocurile existente. Call of Duty a fost dezvoltat pe un motor grafic îmbunătățit bazat pe id Tech 3, folosit anterior în Quake III Arena. Această tehnologie a permis efecte vizuale avansate și o fizică realistă, esențiale pentru experiența de joc.
Activision a fost publisherul jocului, având un rol esențial în promovarea și distribuția acestuia pe piața globală. Call of Duty a fost lansat inițial pentru Microsoft Windows, iar ulterior a fost portat pe platforme precum Mac OS X și Nokia N-Gage.

## Gameplay și Caracteristici
Call of Duty se deosebește de alte jocuri FPS ale vremii prin introducerea unei campanii care prezintă perspectivele mai multor soldați aliați: americani, britanici și sovietici. Jocul este structurat în trei campanii distincte, fiecare cu propriile sale misiuni și obiective.

### Campania Americană:
Jucătorii preiau rolul soldatului Martin din Divizia 101 Aeropurtată, participând la invazia Normandiei și la diverse misiuni în Franța ocupată. Această campanie se concentrează pe operațiunile paratrooperilor și pe misiuni de sabotaj.

### Campania Britanică:
În această campanie, jucătorii îl controlează pe sergentul Jack Evans din Brigada a 6-a Aeriană Britanică. Misiunile includ atacuri de noapte și operațiuni de infiltrare în Normandia, dar și faimoasa misiune de protejare a podului Pegasus.

### Campania Sovietică:
Jucătorii preiau rolul soldatului Alexei Ivanovich Voronin din Armata Roșie, luptând în bătălii iconice precum asediul Stalingradului și ofensiva finală asupra Berlinului. Această campanie evidențiază brutalitatea frontului de est și contribuțiile decisive ale sovieticilor la victoria aliaților.
Jocul introduce, de asemenea, o serie de caracteristici inovatoare pentru genul FPS:
- Sistem de sănătate regenerativă: Spre deosebire de alte jocuri care folosesc bare de sănătate, Call of Duty folosește un sistem de sănătate regenerativ, unde jucătorii trebuie să găsească adăpost pentru a se vindeca.
- Sistem de echipă: Jucătorii sunt adesea însoțiți de aliați controlați de AI, care contribuie activ la lupte și oferă o experiență de joc mai realistă și mai dinamică.
- Realism istoric: Armele, echipamentul și decorurile sunt reproduse cu fidelitate, oferind o experiență autentică a celui de-Al Doilea Război Mondial.

## Receptare Critică și Impact
La lansare, Call of Duty a fost primit cu aclamații critice și a câștigat numeroase premii, inclusiv premiul BAFTA pentru cel mai bun joc. Criticii au lăudat realismul jocului, povestea captivantă și experiența imersivă oferită de perspectivele multiple ale campaniei. Gameplay-ul inovator și grafica avansată au fost, de asemenea, puncte forte care au consolidat reputația jocului.
Jocul a fost un succes comercial, vânzându-se în milioane de exemplare în întreaga lume și stabilind o bază solidă pentru viitoarele titluri din seria Call of Duty. Succesul Call of Duty a contribuit la stabilirea standardelor pentru jocurile FPS de război și a influențat multe titluri ulterioare.

## Moștenire
Call of Duty (2003) a pus bazele unei francize de succes care a devenit una dintre cele mai populare și influente serii de jocuri video din toate timpurile. Seria a evoluat de-a lungul anilor, explorând diverse epoci și teatre de război, dar primul joc rămâne un punct de referință pentru fanii genului și pentru dezvoltatorii de jocuri.
Titlul nu este doar un joc de referință în istoria gamingului, ci și un exemplu de inovare și excelență în designul de jocuri. Realismul său istoric, gameplay-ul captivant și abordarea sa narativă multi-perspectivală au făcut din el un titlu emblematic care continuă să inspire și să fascineze jucătorii din întreaga lume.